# 曾弄
曾 弄（そう ろう）は、中国の小説で四大奇書の一つである『水滸伝』の登場人物。第60回及び68回に登場する、3千戸を抱える曾頭市の主で、女真族の出身。5人の勇猛な息子たちを中心とする豪傑たちを従え、名を上げようと梁山泊併呑を目論んだ。なお、作中では主に曾長者または曾長官と呼ばれ、敗色が濃厚になった後、梁山泊の仮の首領宋江へ宛てた投降を申し出た手紙の中でのみ、姓名が曾弄であることが確認できる。

## 生涯
曾弄の通称・曾長者の呼称が作中に初めて登場するのは、宋江率いる梁山泊軍が芒碭山を根城にする樊瑞を降し、梁山泊に凱旋した時、彼らの前に現れた段景住の発言の中のことである。段景住はかねてより梁山泊への入山を望み、その手土産にと大金国の王子の乗馬である照夜玉獅子という名馬を盗み出したが、梁山泊に向かう途上で照夜玉獅子を曾頭市にて強奪されたという。その時、彼は曾家の者から只ならぬ言葉を聞き、急いで梁山泊にそのことを報せに来たのであった。
段景住が語るには、曾頭市には主である曾長者を中心に、曾家の五虎と称す5人の腕自慢の息子たち、長男・曾塗、次男・曾密、三男・曾索、四男・曾魁、五男・曾昇があり、さらに武芸師範の史文恭、副師範の蘇定を中心とする6、7千の軍勢を従えて要塞を構え、50輌もの監車を作らせて梁山泊の頭領たちをことごとく生け捕りにして見せると豪語しているという。さらに、強奪された照夜玉獅子は史文恭の乗馬とされ、梁山泊を愚弄する歌を作って町の子供たちに歌わせているともいう。これを聞いた首領の晁蓋を激怒させたことから、曾頭市と梁山泊の最初の戦いは幕を開けることとなる。
梁山泊の対外戦争では、主に宋江が晁蓋の名代として総大将を務めてきたが、この戦では晁蓋が強引に出陣を願い出たため、曾弄率いる曾頭市軍は梁山泊の首領晁蓋率いる軍と直接対決に臨むこととなる。緒戦では四男曾魁が林冲に一蹴されてしまうものの、翌日の合戦では曾家の五虎と史文恭、蘇定の両師範を押し出して互角の激闘を演じ、さらに法華寺の僧侶を利用して晁蓋を誘き出すと史文恭率いる伏兵に毒矢を放たせ、彼に致命傷を負わせることに成功する。首領を討たれた梁山泊軍は脆くも潰走し、梁山泊へ帰還した晁蓋も矢傷が元で死亡する。
それからしばらくの間、梁山泊軍は北京や凌州との戦いに奔走し、曾頭市との再戦は棚上げとなる。しかしその後、梁山泊の一員となっていた段景住が楊林、石勇と共に北辺の地で200頭の駿馬を買い求めた際、青州で郁保四という強盗に馬を奪い取られた上、その全てを曾頭市へと持って行ってしまったため、再び旧怨が再燃し、晁蓋の敵討ちの意味合いも含めて、今度は宋江率いる軍勢が曾頭市へ出陣することになる。一方で曾頭市側も、先に梁山泊に敗退した凌州の敵討ちとばかり、5つの陣地を構えて戦準備に余念が無く、史文恭の献策に従って落とし穴を掘り、伏兵を配して梁山泊軍を待ち構えていた。しかし時遷の偵察で事前にそれを察知していた呉用によってその策は逆用され、逆に多くの兵士たちを失う破目になる。
さらにその翌日は長男曾塗が軍勢を率いて梁山泊軍に戦いを挑み、呂方、郭盛の二将を同時に相手取って奮戦するも、花栄の矢を左肘に受けて落馬したところを呂方、郭盛に突き殺されて非業の戦死を遂げる。息子を失った曾弄は嘆き悲しむが、同じく兄を失って赫怒する五男の曾昇の奮戦で李逵を矢で負傷させ、史文恭も秦明を討ち破る豪勇の程を見せ付ける。
しかしこの勝ちに勢い付いた史文恭の夜襲策が失敗し、かえって三男の曾索が解珍に討ち取られてしまったところで、いよいよ曾弄も弱気になり、梁山泊側に降伏を願い出るが、最初の書面での申し出は晁蓋の仇討ちに燃える宋江に一蹴され、互いに人質を交換した交渉においても、青州、凌州から曾頭市へ援軍が向かっていることを察知した宋江と呉用に、人質に差し出した五男の曾昇と共に梁山泊軍の陣地に差し向けた郁保四を懐柔されてしまう。
呉用の策に従い、隙を見て逃げた振りをして戻ってきた郁保四は青、凌二州の援軍来襲の報に梁山泊の陣営が浮き足立っていると史文恭に告げ、史文恭はその機に乗じて梁山泊軍の本陣に総攻撃を掛けることを提案する。人質となっている曾昇の身を案じる曾弄は初めこそ承諾しなかったが、敵陣を落とせば曾昇を救い出せるという史文恭の説得に折れ、総攻撃の命令を下す。ところが敵の本陣はもぬけの殻であり、謀られたと悟った史文恭は慌てて引き返すものの、待ち伏せていた李逵や樊瑞らが率いる歩兵軍の襲撃に遭う。さらに手薄となった曾頭市にも梁山泊軍が殺到し、負け戦に絶望した曾弄は自ら首を括って死に、次男の曾密は朱仝に討たれ、四男の曾魁と副師範の蘇定も乱軍の中で戦死する。
史文恭のみ血路を開いて逃げ延びるが、晁蓋の亡霊に行く手を遮られ、盧俊義の手で捕縛されてしまう。人質となっていた曾昇始め曾一族はことごとく処刑され、一族の財産も全てが略奪された。捕縛された史文恭は亡き晁蓋への手向けとして、肝を抉り取られて惨殺され、曾頭市は完膚無き大敗を喫して滅ぼされる。